# Horst Gnettner
Horst Gnettner  (* 3. August 1926 in Schlesien; † 13. Januar 2003 in Hamburg) war ein deutscher Pädagoge und Heimatforscher. 

## Biografie
Gnettner war der Sohn eines Pastors, der 1945 in einem polnischen Internierungslager verstarb. Nachdem er im Zweiten Weltkrieg Soldat und Kriegsgefangener gewesen war, war er als Lehrer in der Sowjetischen Besatzungszone tätig, die er Ende der 1940er Jahre verließ. Er studierte Pädagogik in Lüneburg und war danach als Sonderschullehrer in Bremen-Schönebeck am Fichtenhof tätig. Danach war er Realschullehrer in Ritterhude. 
Gnettner war seit 1958 im Heimat- und Museumsverein Vegesack tätig. Hier ordnete er u. a. die Münzsammlung. Er war von 1972 bis 1986 Zweiter Vorsitzender und dann von 1986 bis 1999 Vorsitzender des Vereins und damit Leiter des Museums Schloss Schönebeck. Den Vorsitz legte er im Rahmen der Diskussion über die Verlegung des Museums in den Speicher im Haven Höövt Vegesack nieder. Er veröffentlichte zur Industriegeschichte der Region verschiedene Werke.
Gnettner war verheiratet.

## Ehrungen
- Bremer Preis für Heimatforschung (1970)
- Bundesverdienstkreuz am Bande (18. April 1996)[1]
- postum erneut Bremer Preis für Heimatforschung (2003)

## Werke
- Steingutfabrik Witteburg in Farge bei Bremen. Vegesack 1985.
- Ein Kapitel Industriegeschichte von Bremen Nord. In: Lebensraum Bremen-Nord, Jahrbuch der Wittheit zu Bremen Band 31/1989, Döll-Verlag, 1989, ISBN 3-88808-132-7.
- Notgeld in Bremen-Nord 1914 - 1923. Hg.  Heimatmuseum Schloß Schönebeck, Bremen 1989
- Der Bremer Afrikaforscher Gerhard Rohlfs. Vom Aussteiger zum Generalkonsul. Eine Biographie. edition lumière, Bremen 2005, ISBN 3-934686-33-8.
- mit Tim Allagabo: Der Mohr von Weimar das Schicksal eines Bongo-Negers geschildert anhand von Briefen der Afrikaforscher Gerhard Rohlfs. Hg: Museum Schloss Schönebeck, Bremen 2002.